# Molho a vinagrete
o Molho a vinagrete ou molho à campanha é um tipo de molho típico da culinária brasileira, preparado com cebola, tomate e pimentão picados, vinagre, azeite e sal, comumente usado para acompanhar churrascos, acarajé e pastéis.
O molho a vinagrete não deve ser guardado durante muito tempo antes de servir, visto que os vegetais tendem a murchar.
É semelhante ao pico de gallo e ao pebre, molhos picantes com ingredientes semelhantes, típicos do México e do Chile, respetivamente.